# Zoon (familie)

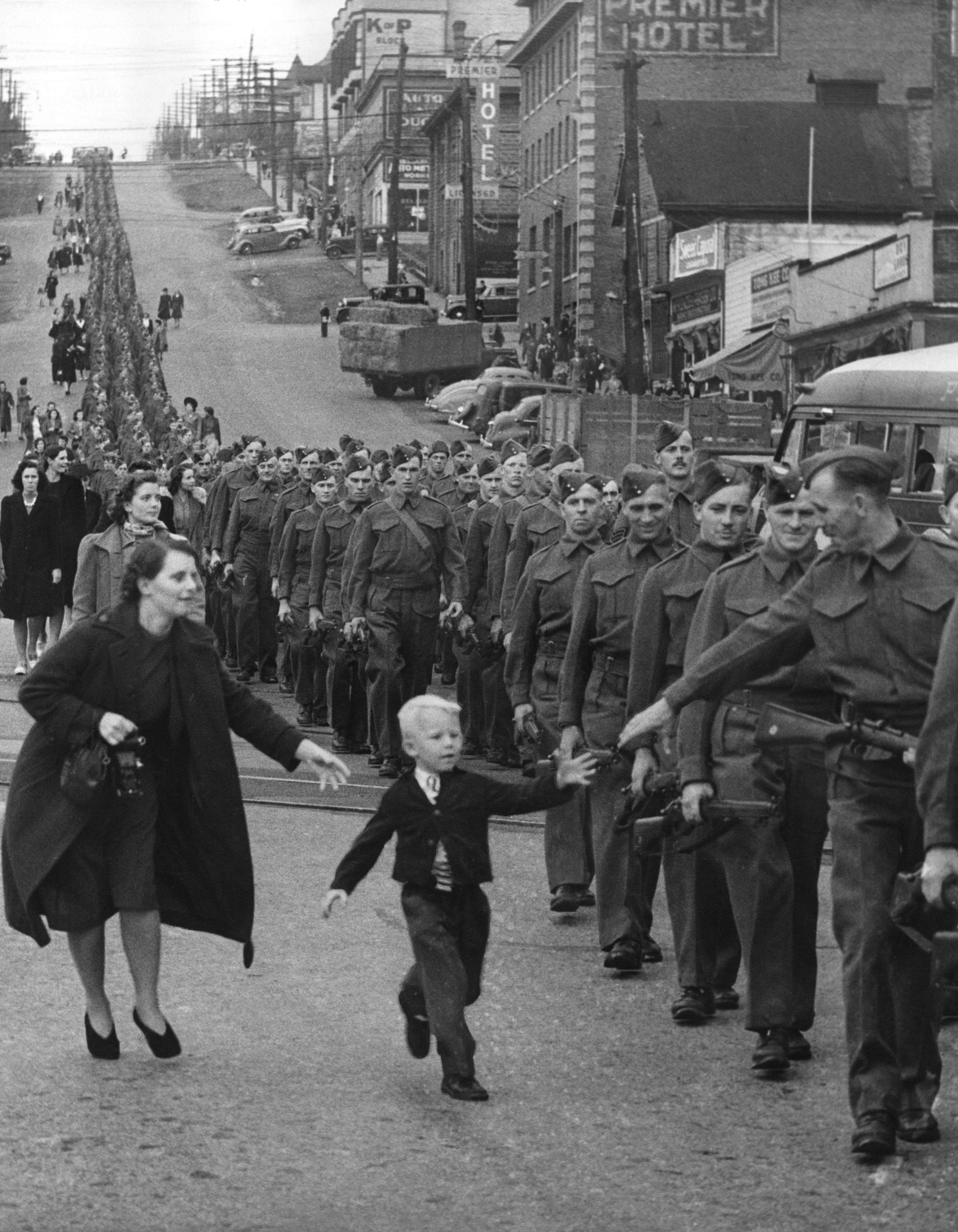
"Wait for me daddy", Vancouver, 1940

Met zoon wordt gewoonlijk een nakomeling van het mannelijk geslacht aangeduid. De term wordt gebruikt voor de mens en ook wel voor dieren. Naast deze hoofdbetekenis wordt de term ook in verwante betekenissen gebruikt.

## Hoofd- en bijbetekenissen
In de hoofdbetekenis duidt de term op een generatie (biologie) in relatie tot de vorige, die aangeduid wordt als vader of moeder, of met de gezamenlijke aanduiding ouders. Een bekend verhaal dat de kracht van de vader-zoonrelatie benadrukt is de parabel (gelijkenis) van De verloren zoon.
In verwante betekenissen duidt het woord op opvoedings-, gezags- of samenlevingsrelaties, bijvoorbeeld bij adoptie, stiefouderschap of stiefouderadoptie. Ter verduidelijking worden dan soms termen als stiefzoon, adoptiezoon of aangenomen zoon gebruikt. Verder wordt een sterke vriendschapsband tussen een oudere en een jongere man wel als een vader-zoonrelatie aangeduid. Wie een ander aanduidt als zoon, duidt gewoonlijk op een liefdevolle relatie, al kan men ook het ondergeschikt zijn van de ander benadrukken.
In religie en mythologie krijgt de term zoon soms een bovennatuurlijke invulling. Zo wordt in de Griekse mythologie Dionysos geboren uit de heup van Zeus (al verwekte hij hem tevoren bij Semele) en is volgens het christendom Jezus de Zoon van God en van Maria.

## Patroniem en achternaam
In het Nederlands komt zoon voor als onderdeel van patroniemen, maar ook als achternaam, bijvoorbeeld:
- J.J. Zoon (1902-1958) - een dermatoloog, ontdekker van de balanitis van Zoon
- Jacques Zoon (1961) - een Nederlands fluitist
- Piet Zoon (1949) - een Nederlands politicus van de VVD